# Маньшин, Геральд Григорьевич
Геральд Григорьевич Маньшин (05.08.1937-13.08.2022) — советский и белорусский), учёный в области технической кибернетики и управления, доктор технических наук (1983), профессор (1986), член-корреспондент Национальной академии наук Беларуси (1994). Лауреат Государственной премии СССР 1985 г.
Родился  05.08.1937 в пос. Фрунзе Славяносербского района Сталинской области (сейчас территория ЛНР).
Окончил Киевский институт инженеров гражданской авиации (1961).
В 1961—1970 гг. инженер, старший инженер, ведущий инженер Минской авиационной технической базы Белорусского управления гражданской авиации.
С 1970 г. ученый секретарь Отделения физико-технических наук АН БССР.
С 1974 г. заведующий лабораторией эргатических систем Института технической кибернетики АН БССР, одновременно — секретарь парторганизации.
С 2000 г. заведующий лабораторией Института механики и надежности машин (с 2006 г. Объединенный институт машиностроения) Национальной академии наук Беларуси, с 2012 г. главный научный сотрудник.
По совместительству с 1985 г. профессор кафедры автоматических систем Минского высшего инженерного зенитного ракетного училища противовоздушной обороны (МВИЗРУ ПВО) (с 1992 г. Военная академия Республики Беларусь).
Проводил исследования по теории анализа и синтеза сложных систем профилактического контроля, математическим моделям сложных систем, задачам предупреждения отказов техники и ошибок человека-оператора.
Решил проблему управления системами машина — человек — среда. Выполнил цикл работ по качественной теории машинного проектирования сложных систем с учетом человеческого фактора. Под его руководством созданы высокоэффективные управляющие комплексы, проведены их испытания на практике.
Разработал основы теории обеспечения качества, надежности, безопасности систем человек — машина, создал и развил эргатическое обеспечение автоматизированных систем, теорию автоматизации эргономического проектирования сложных систем. Под его руководством разработаны мобильные многофункциональные машины двойного назначения и ряд оригинальных приборов, технических решений и систем управления, комплекс ГОСТ в области специальной техники.
Автор более 300 научных работ, в том числе 13 монографий, получил свыше 80 свидетельств на изобретения и патентов.
Лауреат Государственной премии СССР 1985 г. за работы в области специальной кибернетики.
Награжден орденом «Знак Почёта» (1981).
Основные труды:
- Инженер осваивает ЭВМ [Текст] / Г. Г. Маньшин, Е. Я. Кантылев. — Минск : Наука и техника, 1984. — 102 с. : ил.; 20 см.
- Управление режимами профилактик сложных систем [Текст] / Г. Г. Маньшин ; Под ред. чл.-кор. АН БССР И. С. Цитовича. — Минск : Наука и техника, 1976. — 255 с., 1л. схем.; 20 см.
- Обеспечение качества функционирования автоматизированных систем [Текст] / Г. Г. Маньшин, С. В. Кирпич; отв. ред. В. А. Прохоренко ; АН БССР, Ин-т техн. кибернетики. — Минск : Наука и техника, 1986. — 221, [1] с. : ил.; 23 см.
- Надежность системы — «Человек-машина» [Текст] : (Материал в помощь лекторам, преподавателем и слушателям нар. ун-тов техн.-экон. знаний) / Г. Г. Маньшин, канд. техн. наук ; Правл. о-ва «Знание» БССР. Науч.-метод. совет по пропаганде техн. знаний. — Минск : [б. и.], 1974. — 23 с. : ил.; 20 см.
- Элементы системы обучения в условиях автоматизации проектирования [Текст] / Г. Г. Маньшин, П. Г. Тузлуков, В. И. Секун ; Под общ. ред. канд. техн. наук Г. Г. Маньшина ; АН БССР, Ин-т техн. кибернетики. — Минск : Наука и техника, 1977. — 167 с. : ил.; 20 см.
- Надежность автоматизированных систем управления [Текст] / Е. П. Терешко, Г. Г. Маньшин. — Москва : Машиностроение, 1975. — [1], 41 с.; 21 см.
- Эргономическое обеспечение автоматизированных систем : Сб. науч. тр. / АН БССР, Ин-т техн. кибернетики; [Науч. ред. Г. Г. Маньшин]. — Минск : ИТК, 1983. — 158 с. : ил.; 20 см.
- Надежность систем «Человек -машина» : Метод. материалы / АН БССР, Ин-т техн. кибернетики; [Авт.-сост. Г. Г. Маньшин, И. Э. Том]. — Минск : ИТК, 1985. — 137 с. : ил.; 20 см.
- Инженерно-психологические и организационные вопросы надежности и эффективности сложных систем : Материалы по мат. обеспечению ЭВМ / [Г. Г. Маньшин, Е. Л. Седова, И. Э. Том и др.; Науч. ред. Г. Г. Маньшин]. — Минск : ИТК, 1983. — 155, 8 с. : ил.; 20 см.
- Статистическая оптимизация качества функционирования электронных систем [Текст] / В. А. Игнатов, Г. Г. Маньшин, В. А. Трайнев ; Под ред. акад. Е. Г. Коновалова. — Москва : Энергия, 1974. — 264 с. : граф.; 20 см.
- Элементы теории оптимального обслуживания технических изделий [Текст] / В. А. Игнатов, Г. Г. Маньшин, В. В. Костановский ; Под ред. акад. Е. Г. Коновалова. — Минск : Наука и техника, 1974. — 191 с. : граф.; 20 см.
- Информационная безопасность: анализ и прогноз информационного воздействия / В. Я. Асанович, Г. Г. Маньшин. — Минск : Амалфея, 2006. — 203, [1] с.
- Эргатика : некоторые проблемы моделирования сложных человеко-машинных систем / Г. Г. Маньшин, А. Б. Пышкин, В. Я. Асанович. — Минск : Амалфея, 2008. — 203, [1] с.